# 吉川公園
吉川公園（よしかわこうえん）は、埼玉県吉川市の江戸川右岸に設置されている埼玉県営の都市公園（都市緑地）である。

## 概要
敷地は江戸川右岸一帯の埼玉県道・千葉県道326号川藤野田線玉葉橋を中心に前後約1 kmに広がっている。
水辺景観等の河川敷特有の自然環境を活用しながら、家族みんなで楽しめ、野外スポーツやイベントにも対応できる、多目的利用が可能な公園として計画された。
現在41.7 haが都市計画決定されており、そのうち21.8 haが開設されている。開設は1995年8月。開設当初は玉葉橋北側の多目的スポーツ広場・憩いの広場・野球場のみであった。また、玉葉橋南側エリアは自由広場として2003年3月に開設された。

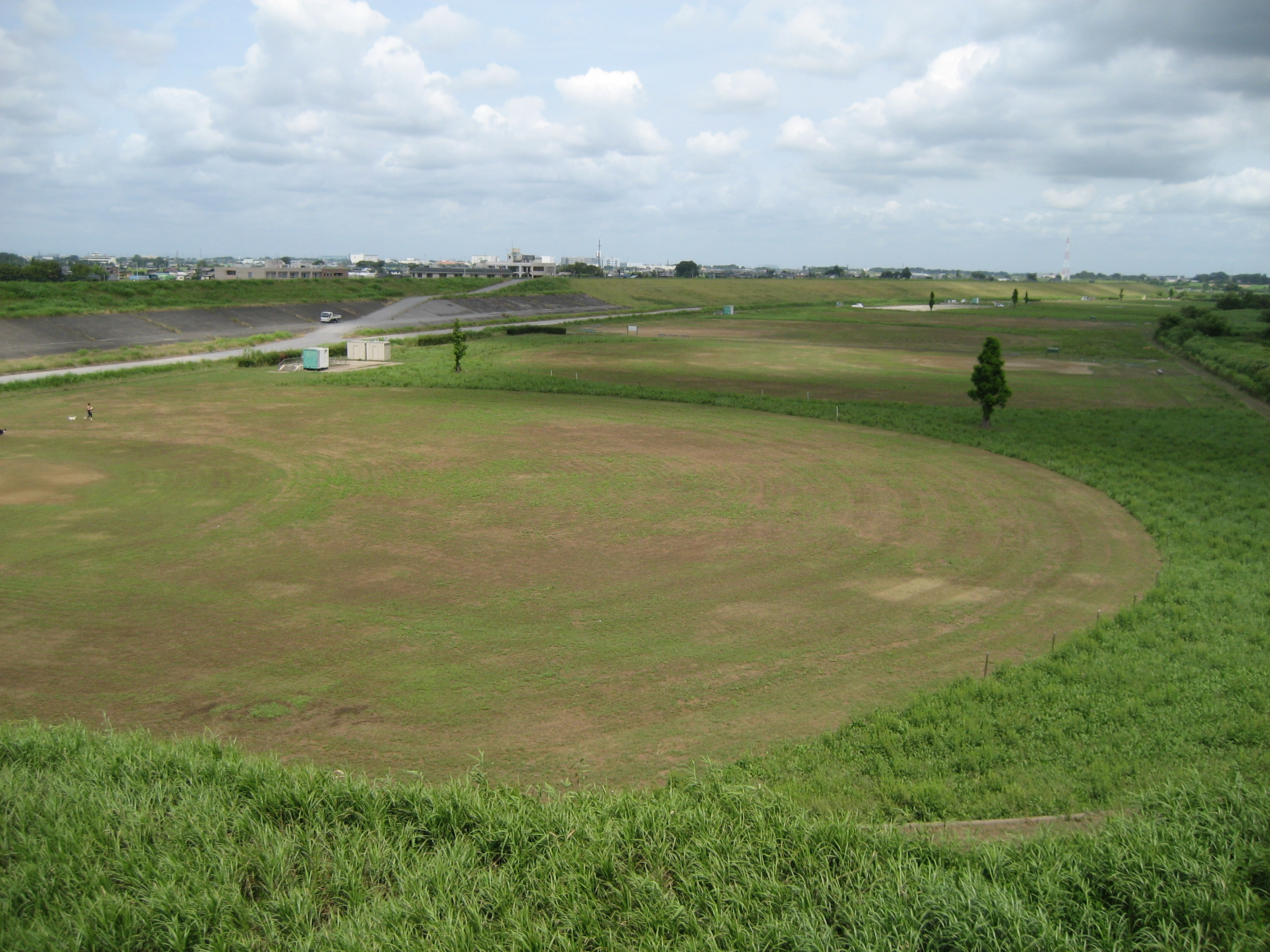
玉葉橋北側エリア

## 施設案内
- 各施設の利用時間は8時30分〜17時。
- 休園日は毎月第3月曜日, 12月29日〜1月3日。
- 駐車場は無料で120台収容できる。

## 交通アクセス
- JR武蔵野線吉川駅北口からタローズバス八子新田経由旭公園球場南行きバスで玉葉橋下または八子新田停留所下車。またはタクシーで15分程度。